# Глебов, Леонид Иванович (писатель)
Леонид Иванович Глебов (укр. Леонід Іванович Глібов), 21 февраля [5 марта] 1827, с. Весёлый Подол, Хорольский уезд, Полтавская губерния — 29 октября [10 ноября] 1893, Чернигов) — украинский писатель, поэт, автор текстов песен, педагог, издатель.

## Биография
Родился в селе Весёлый Подол на Полтавщине, в семье кременчугского мещанина Ивана Назаровича Глебова, служившего управляющим в имении Г. Родзянко. Мать, Ирина Гавриловна, — из обедневших дворян, воспитывалась в семействе помещика Трощинского. Семья Глебовых жила в поместье Родзянко.
В 1830 году Глебовых переселили в поместье Порфирия Родзянко в селе Горбы Кременчугского уезда, где и прошло детство и юность будущего поэта и писателя. Через некоторое время отец Глебова приобрёл небольшое имение и перешёл в купеческое сословие.
Леонид рос впечатлительным и болезненным ребёнком. Начальное образование получил дома, при участии матери. В 1840 году поступает в Полтавскую гимназию, где, увлёкшись поэзией, сочиняет около сотни стихов. В 1847 году, в Полтаве, лучшие из них были напечатаны отдельной брошюрой на русском языке. По состоянию здоровья в 1847 году досрочно прекращает обучение в гимназии и возвращается домой. В 1849 году поступает в Нежинский юридический лицей князя Безбородко, трёхлетний курс обучения которого из-за частых болезней, смерти отца и затем матери, иных семейных неурядиц (что отрицательно отражалось на посещаемости занятий и, следовательно, на успеваемости) заканчивает в 1855 году с правом производства в чин коллежского регистратора и с назначением на должность учителя истории и географии в уездном Дворянском училище в местечке Чёрный Остров Проскуровского уезда Подольской губернии (ныне — Хмельницкая область Украины).
В 1858 году Глебов, по семейным обстоятельствам, переводится из Чёрного Острова в Чернигов на должность младшего учителя географии Черниговской губернской гимназии. По совместительству исполняет обязанности надзирателя благородного пансиона при гимназии. Отстаивает прогрессивные методы педагогики, становится популярным в среде гимназистов, принимает участие в общественной жизни города.
С июля 1861 года учитель гимназии Л. И. Глебов редактирует и издаёт созданную по инициативе черниговской интеллигенции газету «Черниговский листок». На страницах этого еженедельника часто публикуются социально острые материалы, направленные против местных чиновников, помещиков, злоупотреблений судебных органов. Около 25 % публикаций в газете были на украинском языке. Свои газетные статьи Глебов подписывал псевдонимом «Простодушный». Всего за три года было отредактировано 63 номера еженедельника (опубликовано 61 номеров). Газета пользовалась большой популярностью, однако прибыль от реализации газеты была мизерной, едва перекрывала затраты на стоимость бумаги и печатные работы.
С августа 1863 года Леонид Глебов подвергается административному давлению. На основании «Валуевского циркуляра» о приостановлении печатания литературы на украинском языке, почти весь тираж сборника «Байки Леонида Глебова», вышедшего в 1863 году в Киеве в серии «Для народного чтения», был уничтожен. Подозревая писателя в связях с революционерами (был знаком с арестованным членом подпольной организации «Земля и воля» И. Андрущенко), его квартиру обыскали, и хотя обыск был безрезультатным, по велению черниговского губернатора издавать «Черниговский листок» запретили, за Глебовым установили полицейский надзор (длившийся около 15 лет) и с 1 октября 1863 года он, по распоряжению Министерства народного просвещения, был уволен с должности учителя гимназии и лишён права учительствовать.
С октября 1863 года для писателя начались долгие месяцы безработицы. Оказавшись без должности и в затруднительном финансовом положении, он переезжает в Нежин, к родителям жены, и проживает у них, в доме Ф. Бордоноса, два года.
В 1865 году Леонид Глебов возвращается в Чернигов. Работает мелким чиновником на должности переписчика губернского статистического комитета.
В 1867 году, при содействии Ханенко А. И., назначается на должность управляющего земской типографией в Чернигове, где и проработал до 1893 года. Работая управляющим типографией, возобновил активную творческую работу: подготавливал сборники своих басен, публиковал фельетоны, театральные обзоры, статьи, стихи на русском языке, произведения для детей.
50-летие своей литературной деятельности (в 1891 году) Глебов встретил хорошо известным и уважаемым земляками писателем-баснописцем и детским писателем. Во время юбилея была получена масса поздравительных телеграмм из различных городов Украины, в том числе из Галиции, свидетельствовавших о том, что украинцы достойно оценили нелёгкую литературную деятельность своего талантливого литератора.
Скончался Леонид Иванович Глебов в Чернигове в 1893 году на 67-м году жизни после тяжёлой и продолжительной болезни. Похоронен на территории Троицко-Ильинского монастыря (на Болдиной горе), возле Свято-Троицкого кафедрального собора (см. Могила Л. И. Глебова)

## Семья
Леонид Иванович Глебов был дважды женат:
- первая жена — Прасковья Бордонос (в браке 1852—1867 гг.), дочь протоиерея из Нежина, умерла в ноябре 1867 года. Дочь от этого брака Лида умерла в 1859 году в семилетнем возрасте.

- вторая жена — Прасковья Баранова (в браке 1879—1893 гг.), служила с 1868 года у Леонида Глебова экономкой. 13-летний сын Прасковьи Барановой Александр был усыновлён Глебовым. Сын от этого брака Сергей умер в младенческом возрасте.

## Творчество
Сочинять стихотворения Леонид Глебов начал ещё в 9-летнем возрасте, а первым стихом из числа опубликованных был «Сон», написанный в 1841 году 14-летним Леонидом, — гимназистом, грустившим по отчему дому. Ранняя поэзия Л. Глебова была написана по-русски и вошла в сборник «Стихотворения Леонида Глебова», изданный в 1847 году в Полтаве на русском языке, — 50 стихов, в которых молодой автор проявил незаурядные поэтические способности, хоть и явно подражал А. Пушкину, М. Лермонтову, А. Кольцову. В дальнейшем на формирование взглядов молодого поэта большое влияние оказали «Кобзар» Т. Шевченко, басни Е. Гребёнки и с начала 50-х годов Л. Глебов стал писать на украинском языке. Писал в жанре поэтического фельетона, поэтических раздумий, сатирических поэзий.
Широкое признание в украинской литературе Глебов получил как баснописец. Написал он больше сотни басен. К жанру басни Глебов обращается во время обучения в Нежинском лицее, вначале перерабатывая на украинском языке басни Крылова (часть которых, в свою очередь, представляют собой переработку басен Лафонтена и Эзопа), а затем создавая свои собственные, оригинальные сюжеты. Первые басни Глебова появились в 1853 году и тогда же более 20-ти из них были опубликованы в газете «Черниговские губернские ведомости».
Первый сборник басен, содержавший 36 произведений, вышел в Киеве в 1863 году, однако почти весь тираж был уничтожен в соответствии с предписанием Министерства внутренних дел. В 1872 году ему удалось издать вторую, дополненную, книгу басен, а в 1882 году — третью, которая была перепечаткой второй. Попытки издать другие сборники при жизни автора оказались неудачными из-за цензуры. Полное собрание сочинений Глебова вышло в 1904 году.
Басни и лирические стихотворения Глебова печатались также в журнале «Основа» (на «малорусском наречии»), выходившем в 1861—1862 годах в Санкт-Петербурге, в газете «Киевский телеграф», в 1877—1878 годах — в еженедельнике «Черниговская Газета».
Басни Глебова отличаются задумчивым украинским юмором и яркой национальной окраской. И люди, и звери басен — украинцы с головы до ног, и вероятно это качество создало басням Глебова широкую популярность. Мораль этих басен несложная, всегда вытекает непосредственно из сюжета басни и не является внешней приставкой. В художественном отношении басни Глебова могут быть поставлены в один ряд с лучшими произведениями этого жанра в европейской литературе.
Кроме басен Глебов написал много иных произведений: рассказы, фельетоны, сатирические поэзии, акростихи, стихи-загадки, пьесы, водевиль, более 40 песенно-лирических произведений, ставших украинскими песнями и романсами (наиболее известные из них — «Вечер», «Летит голубь над морем», «Скажите мне правду, добрые люди», «Стоит гора высокая»).
На склоне лет, почти ослепший, Глебов продолжал писать для детей на украинском языке, и его сочинения — стихи, рифмованные загадки, маленькие сказки, шутки в стихах — в Галиции, где они впервые были опубликованы в журнале «Зоря (укр.)» и в газете для детей «Дзвінок (укр.)», выдержали несколько изданий и отличаются присущими Глебову качествами: простотой, изяществом формы и высоким гуманизмом.

## Память
- Во многих населённых пунктах Украины (в Днепре, Запорожье, Киеве, Львове, Черкассах, Чернигове и др.) именем украинского писателя Леонида Глебова названы улицы[укр.].
- В Нежине, на фасаде главного корпуса Нежинского государственного университета им. Н. В. Гоголя (ул. Крапивянского, 2), где в 1849—1855 годах в Нежинском юридическом лицее (юридическом лицее князя Безбородко) учился Л. И. Глебов[5]. Доска — мрамор, открыта в 1960 году[5].
- В Седневе, установлена доска на беседке Л. И. Глебова в память о пребывании здесь баснописца в 1859 году[6]. Доска — мрамор, открыта в 1960 году[5].
- В Чернигове, на фасаде бывшей Черниговской классической мужской гимназии, где в 1857—1963 работал Л. И. Глебов учителем (сейчас — Черниговский исторический музей имени В. В. Тарновского, ул. Музейная, 4), установлена памятная доска[5]. Доска — мрамор, открыта в 1970-х гг[5].
- В 1977 году в Чернигове на месте не сохранившегося дома, в котором в 1867—1893 годах жил Л. И. Глебов, установлен памятный знак[7].
- 5 марта 2017 года в Украине на государственном уровне отмечалась памятная дата — 190 лет со дня рождения Леонида Ивановича Глебова (1827—1893), писателя, баснописца, издателя, общественного деятеля[8].
- Национальный банк Украины 24 сентября 2002 года ввёл в обращение памятную монету, посвящённую 175-летию со дня рождения Л. Глебова (Леоніда Глібова); номинал монеты — 2 гривны[9].
- Учреждена «Литературная премия имени Леонида Глебова» — за лучший сборник или подборку басен, только для членов Союза писателей Украины[10]

- Леонид Глебов на юбилейной монете Украины
- Почтовая марка Украины, 
 2002 год
- Парк имени Глебова в селе Весёлый Подол, Полтавская обл.

## Произведения
- Публічна електронна бібліотека української художньої літератури (УКРЛІТ.ORG). Глібов Леонід Іванович. Твори:

- Ведмідь-пасічник
- Вовк та Ягня
- Журба
- Зозуля і півень
- Квіти
- Лисиця-жалібниця
- Мальований стовп
- Мірошник
- Муха й Бджола
- «Ой не цвісти калиноньці»
- Охрімова свита
- Пеня
- Синиця
- Солом’яний дід
- Цуцик
- Шелестуни
- Щука
- та інші.

- Аудіокнига. UA: LibriVox. Леонід Глібов. Байки (108 відео)